# Caladium tuberosum
Caladium tuberosum là một loài thực vật có hoa trong họ Ráy (Araceae). Loài này được (S.Moore) Bogner & Mayo mô tả khoa học đầu tiên năm 1991.